# Anglefort
Anglefort är en kommun i departementet Ain i östra Frankrike. Kommunen ligger  i kantonen Seyssel som ligger i arrondissementet Belley. Kommunens areal är 29,26 km². År 2022 hade Anglefort 1 150 invånare.

## Befolkningsutveckling
Antalet invånare i kommunen Anglefort
Referens: INSEE